# 第21回競輪祭
第21回競輪祭（だい21かい けいりんさい）は、1979年に小倉競輪場で行われた。

## 決勝戦
- 全日本競輪王戦　11月27日（火）

| 着順 | 車番 | 選手     | 登録地 |
| ---- | ---- | -------- | ------ |
| 1    | 7    | 吉井秀仁 | 千葉県 |
| 2    | 5    | 堤昌彦   | 福岡県 |
| 3    | 2    | 山口国男 | 東京都 |
| 4    | 3    | 中野浩一 | 福岡県 |
| 5    | 8    | 木庭賢也 | 長崎県 |
| 6    | 4    | 矢村正   | 熊本県 |
| 7    | 6    | 服部良一 | 熊本県 |
| 8    | 1    | 国持一洋 | 静岡県 |
| 9    | 9    | 緒方浩一 | 熊本県 |

- 配当 
  - 連勝単式 5－4　10940円

### レース概要
打鐘前に吉井が木庭の追い上げを待つ中野に並びかけた。そして、吉井は誘導員の内まで入り込む強引さに中野は脚踏みの状態。吉井が先制。後の緒方浩一が「引け～」と合図したが、時すでに遅し。味方にも切り替えられ、内で抜け出せず４着に敗れた中野は顔面蒼白。「僕が（吉井を）押し上げたら不成立（誘導員落車の場合）にもなってしまう。あんな競走はない」と怒り心頭だった。勝負所では、吉井ー山口ー国持が前で、その後ろに九州勢６選手が続く形となったが、何と、国持の後ろで中野と緒方がまさかの「競り（併走状態）」。結局、中野は緒方に封じ込められる形となって最後までイン詰まり。吉井がそのまま逃げ切り、特別競輪初制覇。ゴール直前、追走いっぱいになった山口を、堤が内を突いて交わして２着に入った。
なお、当年大会より、前節：新人王戦、後節：競輪王戦という番組制度を改め、６日間一節開催番組制度に改められた。また４日目までは新人王戦と競輪王戦の二本立てで行われるようになった。11月25日（日）に決勝戦が行われた、全日本新人王戦は、木村一利（広島県）が優勝した。